# Zoologická zahrada Děčín – Pastýřská stěna
Zoo Děčín, plným názvem Zoologická zahrada Děčín – Pastýřská stěna, je zoologická zahrada nacházející se na okraji města Děčín v severozápadní části města Podmokly a svou rozlohou se řadí k menším zoologickým zahradám v České republice. Rozkládá se na vrchu Pastýřská stěna, obklopena městským lesoparkem. Oddělenou expozicí děčínské zoo jsou Rajské ostrovy nacházející se nedaleko zoo, cca 700 metrů od zoo v centru města.

## Historie

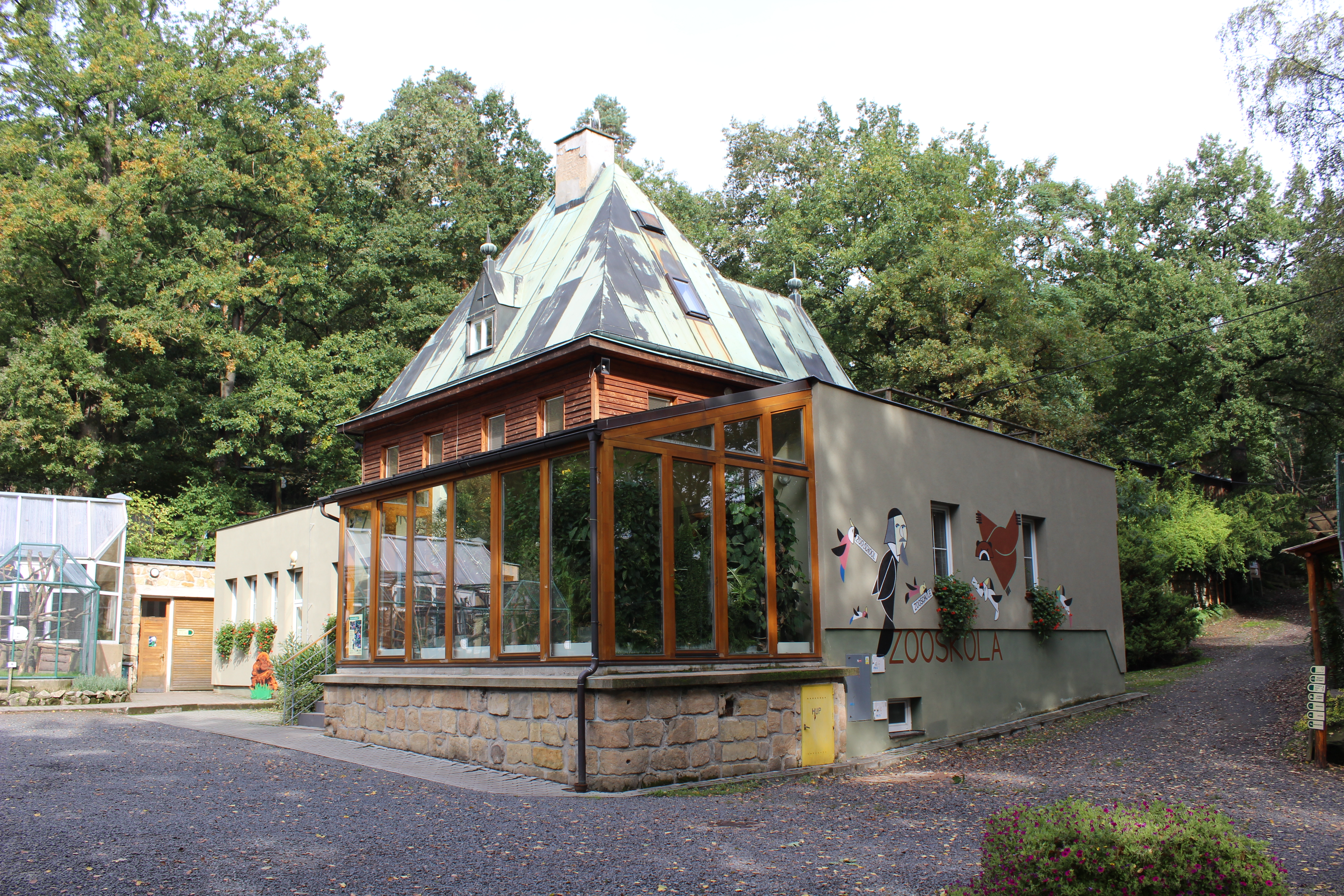
Ředitelství zahrady

Zoologická zahrada Děčín byla založena v roce 1948 a otevřena již o rok později. Jejím zakladatelem byl děčínský obchodník Ludvík Grác. V době vzniku děčínské zoologické zahrady byly v Československu pouze čtyři zoologické zahrady. Původně byla pro zoologickou zahradu vyměřena plocha zhruba 8 ha, při vzniku však byly využity pouze 2 ha, postupně se pak plocha rozrostla na dnešních 6 ha.

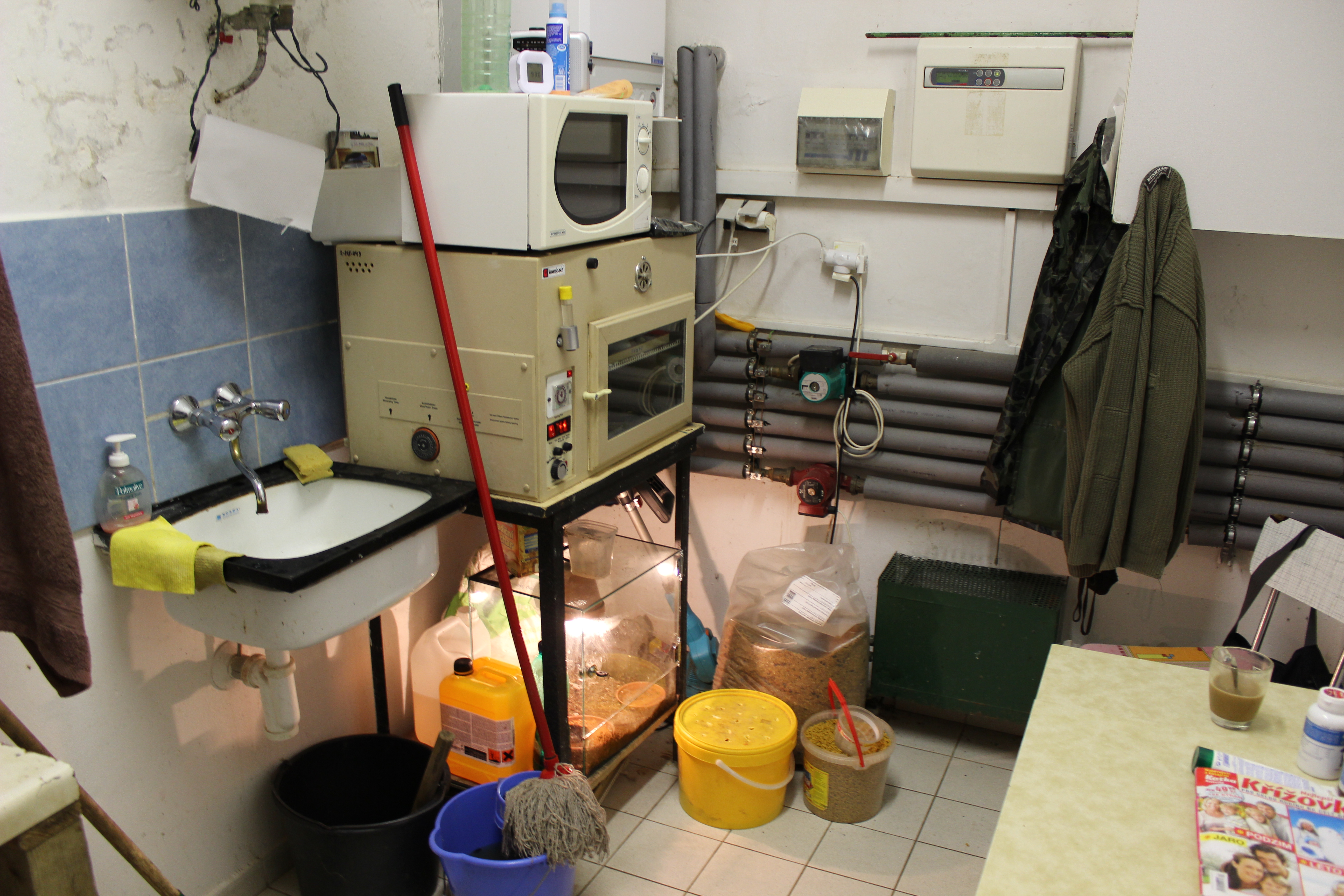
Přípravna v děčínské zoologické zahradě

V prvních letech existence bylo v zoo chováno přibližně 40 až 50 druhů zvířat, např. medvěd malajský – v té době jediný v republice, makak rhesus, pavián, pár medvědů hnědých, karpatští vlci, tchajwanský jelen sika, mufloni, daňci, sup bělohlavý, bažanti, čápi a volavky. Do roku 1956 získala zoologická zahrada lva, pár velbloudů, hyenu a kotula. Během dalších dvou let pak přibyly samice mandrila, dikobrazi, pštrosi emu, lama a mývalové. Poměrně bohatě byla obsazena i terária. V roce 1958 dosáhl počet chovaných zvířat zhruba 300 kusů v 98 druzích a kolem 200 kusů akvarijních ryb.

### Zoo v číslech
Zoo Děčín hospodaří na 6 ha ploch a jejím zřizovatelem je Statutární město Děčín. Od roku 2001 se návštěvnost postupně zvyšovala – zoologickou zahradu a Rajské ostrovy celkem v roce 2007 navštívilo 90 981 lidí, což je o 30 % více než v roce 2001. Počet zaměstnanců se pohybuje kolem 30 osob a celkové náklady v roce 2007 dosáhly více než 17 mil. Kč.
Zoo v současnosti chová 147 druhů zvířat (údaj ke 31. 12. 2007), mezi nimiž nechybí ani silně ohrožené druhy vedené v Červené knize ohrožených zvířat nebo CITES a mezi návštěvníky oblíbená zvířata jakolevhart obláčkový, tapír jihoamerický, makak chocholatý, mravenečník velký, vlk obecný, kakadu žlutolící či ara vojenský.

### Členství v organizacích
Zoo Děčín je členem Světové asociace zoologických zahrad a akvárií (World Association of Zoos and Aquariums, WAZA), Unie českých a slovenských zoologických zahrad (UCSZ Archivováno 6. 5. 2011 na Wayback Machine.), Evropské asociace zoologických zahrad a akvárií (European Association of Zoos and Aquaria, EAZA), Mezinárodních zoopedagogů (International Zoo Educators’ Association, IZE), Mezinárodní databáze druhů (International Species Information System ISIS Archivováno 9. 4. 2020 na Wayback Machine.) a Evropských chovných programů ohrožených druhů (European Endangered Species Breeding Programmes, EEP).

### Rajské ostrovy

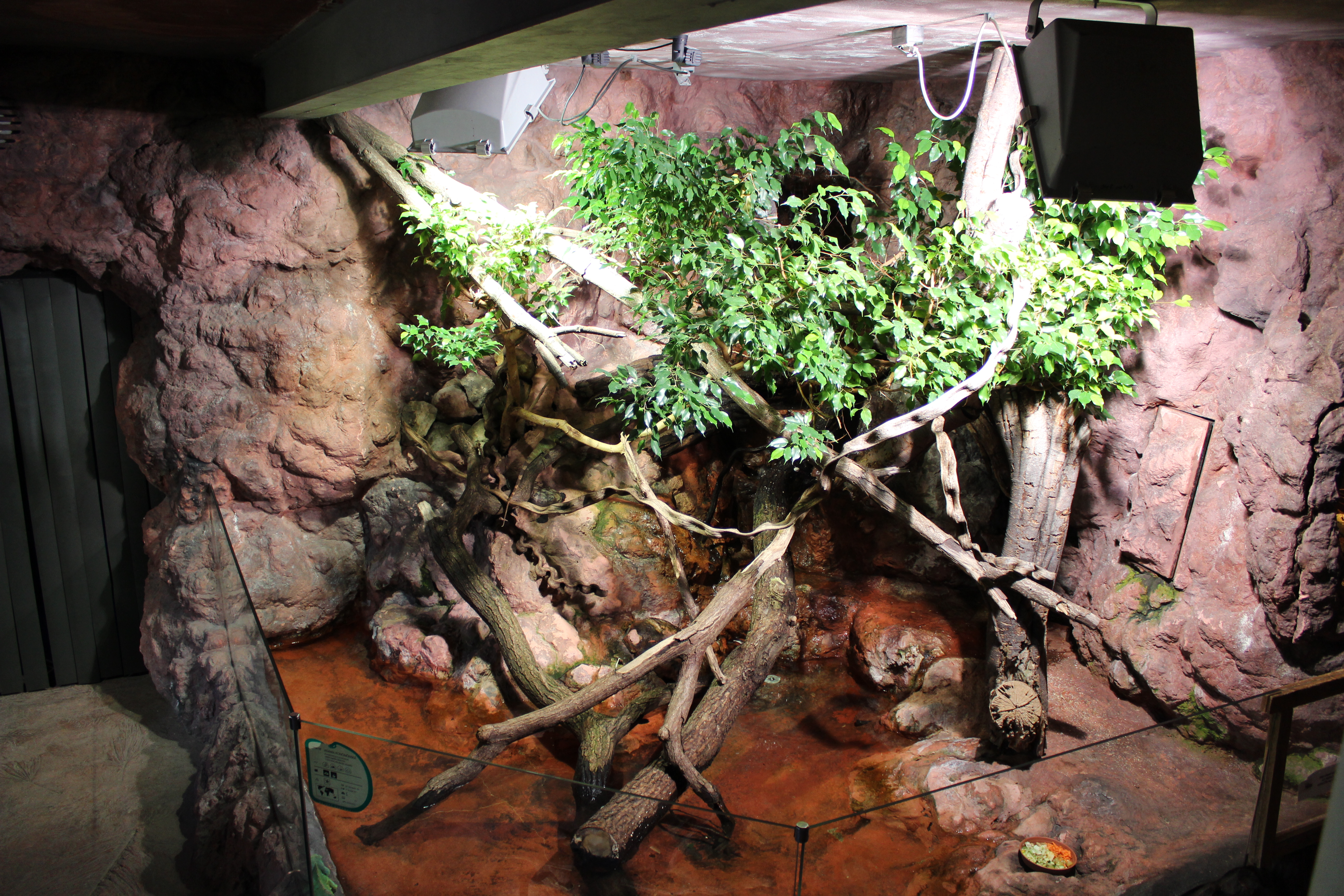
Část věnovaná ostrovu Haiti v Expozici Rajské ostrovy.

Oddělená expozice děčínské zoo, Rajské ostrovy, vznikla na místě bývalé Noční zoo zvané Sulawesi a byla otevřena v roce 2006. Sídlí v Teplické ulici 19, 40502 Děčín 4.
Má čtyři části zaměřující se na faunu rozdílných částí světa: Réunion – korálový útes, Fidži – mangrovové pobřeží, Sulawesi – asijský tropický deštný prales a Haiti – polopoušť karibských ostrovů. Mezi tamními obyvateli návštěvníci najdou např. perutýna ohnivého, klauna očkatého známého z animovaného filmu Hledá se Nemo, krajtu tygrovitou, leguána kubánského, několik druhů sklípkanů či rozmanité mořské korály.
V posledním, čtvrtém patře je situován Zooklub, kde se konají besedy, přednášky a výukové programy.

### Další činnost
Pro mateřské školy, základní školy a ústavy sociální péče nabízí ZooŠkola výukové programy realizované ve vlastní učebně a/nebo po areálu zoo a na Pastýřské stěně. Další výukové programy a filmy s ekotematikou, a to i pro střední školy, nabízí ZooKlub v budově Expozice Rajských ostrovů. Zoo také organizuje zájmové kroužky zaměřené na zoologii.
V areálu zoo se nachází prostor pro děti s průlezovým hradem, lanovou opičí dráhou a kamzičí ministěnou, především dětem slouží také kontaktní minizoo.
Návštěvníci mohou využít prostory k občerstvení a prodejnu suvenýrů.

## Doprava a okolí

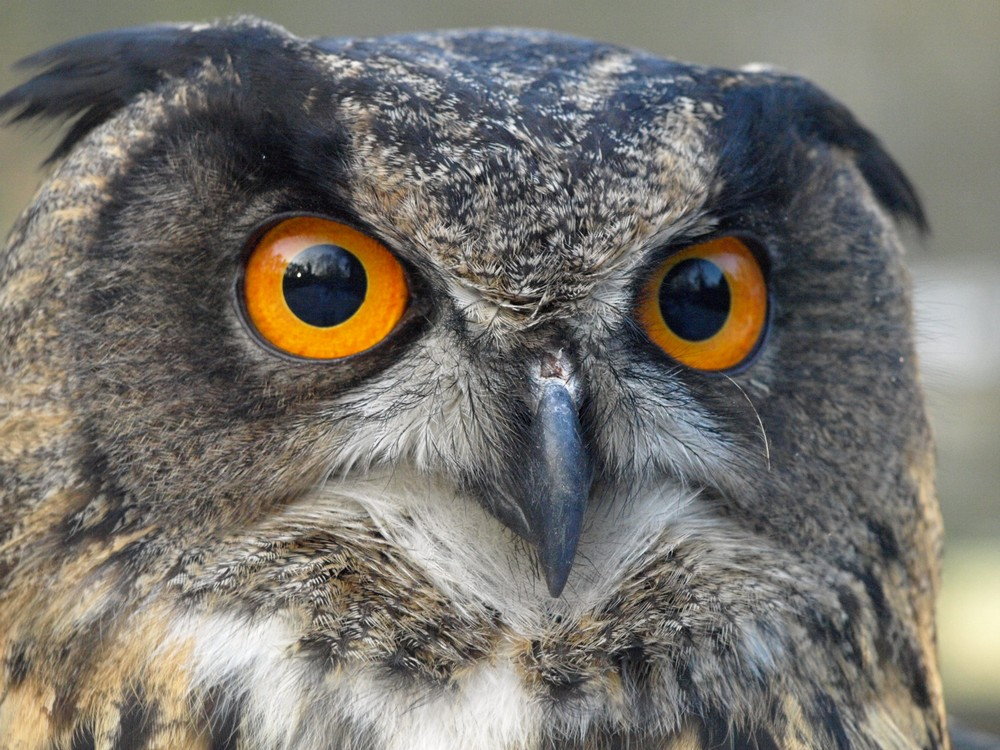
Výr velký

Zoo je přístupná jak pěším, tak motoristům – v bezprostřední blízkosti zoo leží parkoviště pro osobní automobily. Vzhledem k poloze zoo na vysokém kopci je příjezd k zoo omezen dopravní značkou omezující vjezd vozidel těžších než 1,5 tuny. Od 1.8. 2019 jezdí k zoo linka 216. Výtah na Pastýřskou stěnu od levého břehu Labe již mnoho let není v provozu.
Pastýřská stěna je pískovcová skála na levém břehu Labe přímo naproti děčínskému zámku. Na jejím vrcholu, 150 m nad hladinou řeky, byla v roce 1905 postavena stejnojmenná restaurace s vyhlídkovou věží.